# Lee Beom-young
Lee Beom-young ((이범영?, 李範永?); Seul, 2 aprile 1989) è un calciatore sudcoreano, portiere del Gangwon.

## Carriera

### Club
Gioca dal 2008 nel Busan, squadra del massimo campionato coreano.

### Nazionale
Dopo le presenze giovanili nell'Under-20 (con cui nel 2009 ha partecipato al Mondiale di categoria) e nell'Under-23, ha preso parte ai Giochi Olimpici di Londra 2012, dove ha vinto una medaglia di bronzo battendo il Giappone nella finale per il terzo e quarto posto.
Ha partecipato ai Mondiali del 2014.

## Palmarès

### Nazionale
- Giochi asiatici: 1

2010
- Bronzo olimpico: 1

Londra 2012